# Інуї Юкіко
Юкіко Інуї (яп. 乾 友紀子, нар. 4 грудня 1990) — японська спортсменка, спеціалістка з синхронного плавання, дворазова бронзова призерка Олімпійських ігор 2016 року.

## Виступи на Олімпіадах
| Олімпіада           | Дисципліна | Місце |
| ------------------- | ---------- | ----- |
| Лондон 2012         | дуети      | 5     |
| Лондон 2012         | групи      | 5     |
| Ріо-де-Жанейро 2016 | дуети      | 3     |
| Ріо-де-Жанейро 2016 | групи      | 3     |
| Токіо 2020          | дуети      | 4     |
| Токіо 2020          | групи      | 4     |